# Encyrtus homopteryx
Encyrtus homopteryx är en stekelart som beskrevs av Fidalgo 1983. Encyrtus homopteryx ingår i släktet Encyrtus och familjen sköldlussteklar.
Artens utbredningsområde är Bolivia. Inga underarter finns listade i Catalogue of Life.